# Мужская сборная Индии по водному поло
Мужская сборная Индии по водному поло — национальная ватерпольная команда, представляющая Индию на международной арене. Управляющей организацией является Федерация плавания Индии (англ. Swimming Federation of India).

## Результаты выступлений

### Олимпийские игры
| Год        | Место          | И              | В              | Н              | П              | ГЗ             | ГП             | +/-            |
| ---------- | -------------- | -------------- | -------------- | -------------- | -------------- | -------------- | -------------- | -------------- |
| 1900—1936  | не участвовали | не участвовали | не участвовали | не участвовали | не участвовали | не участвовали | не участвовали | не участвовали |
| 1948       | 12             | 3              | 1              | 0              | 2              | 9              | 27             | -18            |
| 1952       | 21             | 2              | 0              | 0              | 2              | 1              | 28             | -27            |
| 1956—н. в. | не участвовали | не участвовали | не участвовали | не участвовали | не участвовали | не участвовали | не участвовали | не участвовали |

### Азиатские игры
| Год        | Место          | И              | В              | Н              | П              | ГЗ             | ГП             | +/-            |
| ---------- | -------------- | -------------- | -------------- | -------------- | -------------- | -------------- | -------------- | -------------- |
| 1951       | 1              | 1              | 1              | 0              | 0              | 6              | 4              | +2             |
| 1954—1966  | не участвовали | не участвовали | не участвовали | не участвовали | не участвовали | не участвовали | не участвовали | не участвовали |
| 1970       | 2              | 5              | 3              | 1              | 1              | 19             | 17             | +2             |
| 1974       | 6              | 6              | 1              | 0              | 5              | 29             | 72             | -43            |
| 1978       | не участвовали | не участвовали | не участвовали | не участвовали | не участвовали | не участвовали | не участвовали | не участвовали |
| 1982       | 3              | 5              | 3              | 0              | 2              | 59             | 61             | -2             |
| 1986       | 6              | 5              | 0              | 0              | 5              | 33             | 79             | -46            |
| 1990—н. в. | не участвовали | не участвовали | не участвовали | не участвовали | не участвовали | не участвовали | не участвовали | не участвовали |

### Чемпионаты Азии по водному поло[англ.]
| Год        | Место          | И              | В              | Н              | П              | ГЗ             | ГП             | +/-            |
| ---------- | -------------- | -------------- | -------------- | -------------- | -------------- | -------------- | -------------- | -------------- |
| 1984—2016  | не участвовали | не участвовали | не участвовали | не участвовали | не участвовали | не участвовали | не участвовали | не участвовали |
| 2022       | 9              | 5              | 1              | 1              | 3              | 35             | 72             | -37            |
| 2023—н. в. | не участвовали | не участвовали | не участвовали | не участвовали | не участвовали | не участвовали | не участвовали | не участвовали |